# (596) Scheila
(596) Scheila ist ein Asteroid des Hauptgürtels, der am 21. Februar 1906 von August Kopff in Heidelberg entdeckt wurde.
Der Asteroid trägt den Namen einer damaligen englischen Studentin der Universität Heidelberg, mit welcher der Entdecker befreundet war.
Am 11. Dezember 2010 wurde von Steve Larson im Rahmen des Catalina Sky Survey ein Schweif ähnlich der Koma eines Kometen mit einer Helligkeit von etwa 13,5 mag entdeckt. Nach Durchsicht von Archivmaterial konnte das Entstehen der Erscheinung auf die Zeit zwischen 11. November und 3. Dezember 2010 eingegrenzt werden.
Bilder des 2 m-Teleskops Faulkes Telescope North auf Hawaii zeigt einen von der Sonne weg gerichteten Schweif und einen weiteren Schweif in Bahnrichtung.
Zunächst konnte nicht ausgeschlossen werden, dass es sich bei Scheila nicht um einen Asteroiden, sondern um einen bislang „schlafenden“ Kometen handele. Bei Untersuchungen mit dem Hubble Space Telescope sowie dem UV-optischen Teleskop (UVOT) des Satelliten Swift konnten keine für Kometen typischen Gase festgestellt werden. Daher erscheint es inzwischen am wahrscheinlichsten, dass die Schweife Resultat eines Einschlags mit etwa 5 km/s durch einen anderen Körper von etwa 35 m Durchmesser sind.